# Blauschwanzspint

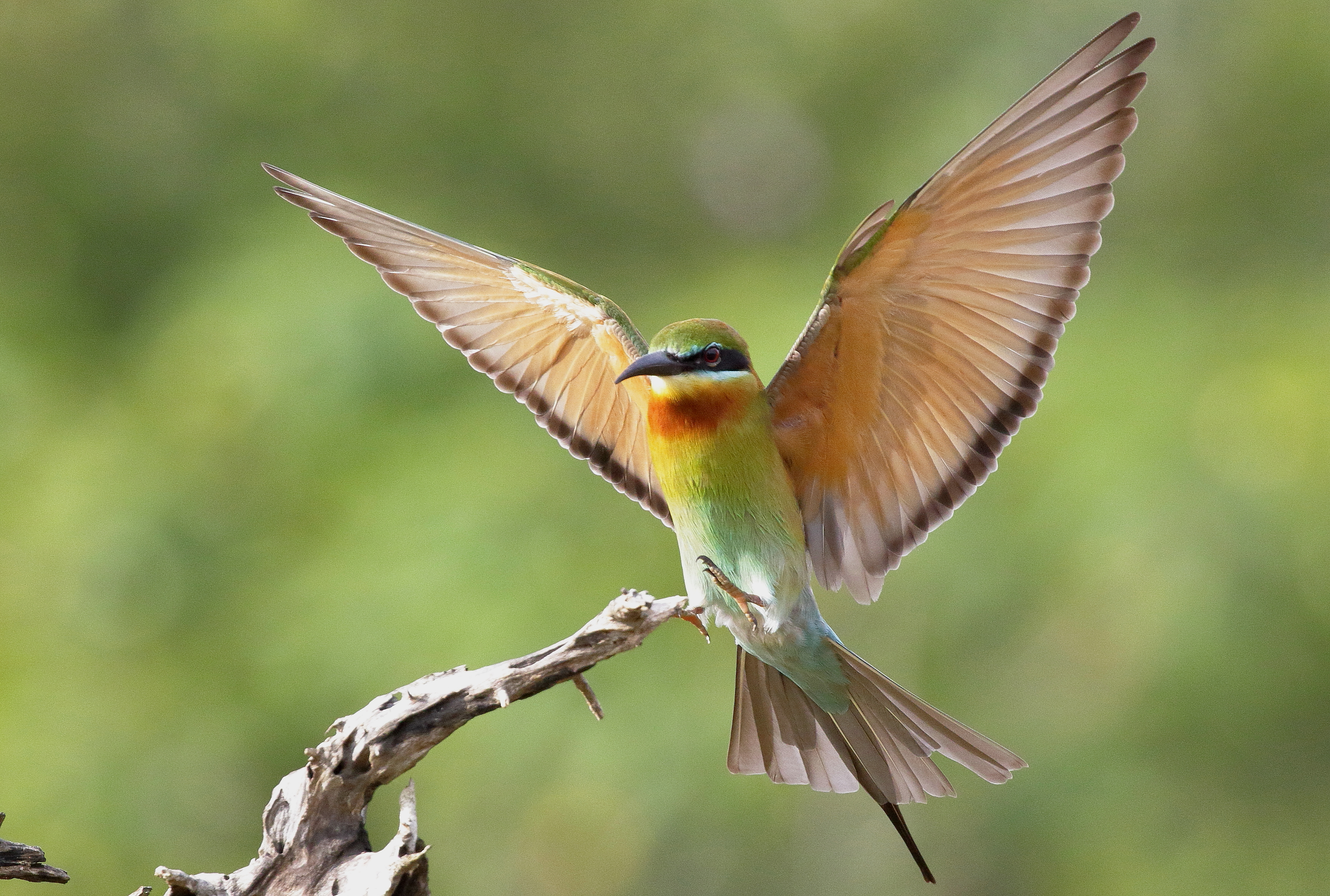
Ansicht der Flügelunterseite bei der Landung

Der Blauschwanzspint (Merops philippinus) ist ein 23 bis 26 cm großer Vogel aus der Gattung (Merops) und Familie der Bienenfresser (Meropidae).

## Merkmale
Er ist ein farbenprächtiger, schlanker Vogel mit einer salbeigrünen Grundfärbung, welche im Verlauf vom Kopf zu den Flügeln etwas verblasst. Der Rumpf und der Schwanz sind blau gefärbt. Das Gesicht weist einen schwarzen Streifen mit einer schmalen türkisblauen Randung auf, welche unterschiedlich stark ausgeprägt sein kann. Der schwarze Streifen verläuft über die roten Augen und endet ungefähr im Bereich des Ohrs. Das Kinn ist gelb und der Hals braun gefärbt.
Der Hals weist einen roten Fleck auf und der Schnabel ist schwarz gefärbt. Die Beine sind bei Jungvögeln bräunlich und verfärben sich mit zunehmendem Alter in verschiedene graue Farbtöne. Zwei zentrale Schwanzfedern sind bei den Altvögeln zu einer Spitze verlängert und im Flug gut sichtbar. Die Flügelunterseiten sind unabhängig vom Alter kastanienbraun und an den Flügelspitzen mit einer dunklen Randung gefärbt.
Das Körpergewicht beträgt im Durchschnitt von 48 bis ca. 50 Gramm und unterscheidet sich zwischen den Geschlechtern kaum. Der Blauschwanzspint hat eine durchschnittliche Lebensdauer von 2,74 Jahren und kann unter optimalen Lebensbedingungen bis zu 6 Jahre alt werden.

## Verbreitungsgebiet
Der Blauschwanzspint ist in Indien und Sri Lanka über das südliche China, das südöstliche Asien, die Philippinen, Sulawesi, Lombok bis Timor und die Küsten des nordöstlichen, südlichen und südöstlichen Neuguinea sowie Neubritannien verbreitet. Für Hongkong, Indonesien, Singapur und Osttimor wurde er als einheimische Art klassifiziert. Das Brutgebiet erstreckt sich über ein großes Areal südlich der gesamten Himalaya-Gebirgskette bis zur Küstenregion des Japanischen Meeres in Nordkorea. Bruten wurden für Bangladesch, Kambodscha, China, Indien, Laos, Malaysia, Myanmar, Nepal, Pakistan, Papua-Neuguinea, die Philippinen, Sri Lanka, Thailand, Vietnam, Sumatra und Java beobachtet.
Für die weltweite Populationsgröße wurde keine Kennzahl berechnet. Der Blauschwanzspint kommt mancherorts selten bis lokal häufig vor. Als nationale Populationsgröße für China wurden ca. 100 bis 10.000 Brutpaare und für Taiwan ca. 500 bis 10.000 Brutpaare bestätigt. Für die Anzahl der Brutpaare wurde eine erhebliche Schwankungsbreite festgestellt, da der Blauschwanzspint durch den jährlichen Vogelzug in unterschiedlichen Ländern seine Brut durchführen kann. Die Gesamtpopulation wurde stabil eingestuft, da keine Hinweise auf Rückgänge oder erhebliche Bedrohungen vorlagen.

### Lebensraum
Als Lebensraum bewohnt der Blauschwanzspint natürliche und künstlich angelegte Wald– und Feuchtgebiete im Landesinneren. Daneben werden auch Mangrovengebiete, offene Wälder, Gestrüpp und Bereiche im Tiefland und bis zu einer Höhe von ca. 1500 m angenommen. Für seine Brut benötigt er offene Landschaften mit geringer oder keiner Bodenvegetation und Abbruchkanten von Flüssen oder Bächen. Daneben werden auch Steilwände in offengelassenen Steinbrüchen angenommen, wenn der Blauschwanzspint seine Brutröhre in den Boden graben kann.

## Fortpflanzung
Der Blauschwanzspint lebt gesellig und brütet sowohl in flachem Boden als auch in Steilwänden. Es wurden Brutröhren in Parks und Reisfeldern vorgefunden. Bevorzugt baut er seine Nester in Kolonien auf Sandbänken oder flachem Land. Das Gelege besteht aus vier bis sieben Eiern. Ein Ei wiegt durchschnittlich 6,2 g. Die Brutzeit wurde mit 30 Tagen beobachtet und die Küken verbringen rund 21 Tage im Nest bevor sie ausfliegen.

## Ernährung
Er ernährt sich hauptsächlich von Insekten, die er im Flug fängt. Häufig erbeutet er Bienen, Wespen, Libellen und Schmetterlinge, welche er anschließend auf einem Ast zerkleinert. Daneben frisst er Wirbellose und als Nahrungsergänzung in geringen Mengen Lehm der mit Mineralsalzen durchsetzt ist.

## Gesang
Sein Gesang ist ähnlich dem des europäischen Bienenfressers. Im Flug ruft der Blauschwanzspint ein schrilles Chiwi oder ein mehrfach hintereinander vorgetragenes Be-Rek, Be-Rek. Weitere Rufe sind ein lautes Rillip, Rillip, Rillip, ein kurzes trrrit, trrrit, trrrit und unter Stress ein sehr schnelles tri-tri-trip oder ein einfaches chip mit einer pit Begleitung.

## Gefährdungssituation
Der Blauschwanzspint wird von der Weltnaturschutzunion IUCN in der Roten Liste gefährdeter Arten geführt. Die Art ist lokal durch die Reduktion und den Verlust von Feuchtgebieten gefährdet. Sie wird aufgrund der weiten Verbreitung und der vermuteten großen Bestandszahl insgesamt als nicht gefährdet (Least Concern) eingestuft. Der zukünftige Populationstrend lässt sich nur schwer bestimmen, da eine Unsicherheit über die Auswirkungen von Lebensraumveränderungen auf die Populationsgröße besteht. Spezielle Schutzmaßnahmen wurden für den Blauschwanzspint nicht unternommen, da er in seinem Verbreitungsgebiet ausgewiesene Schutzgebiete bewohnt.

## Unterarten
Die Art gilt als monotypisch. Merops philippinus celebensis Blasius, W, 1885, Merops salvadorii Meyer, AB 1891 und  Merops javanicus Horsfield, 1821 werden heute alle als Synonyme zu Merops philippinus Linnaeus, 1766 betrachtet.